# Metelys
Jezero Metelys je podle polohy prostřední z trojice velikých jezer (Dusia, Metelys, Obelija) v okrese Lazdijai v Litvě, v chráněné karajinné oblasti Metelių regioninis parkas.